# Dimmitt
Dimmitt – miasto w Stanach Zjednoczonych, w stanie Teksas, w  hrabstwie Castro, którego władz jest siedzibą. W 2000 roku liczyło 4 375 mieszkańców.